# 薩康泰山
薩康泰山（西班牙語：Salcantay），是秘魯的山峰，位於該國東南部庫斯科大區，處於庫斯科西北面約60公里，屬於安第斯山脈中維爾卡潘帕山脈的一部分，海拔高度6,271米，人類在1952年8月4日首次登頂。